# De Laster van Apelles

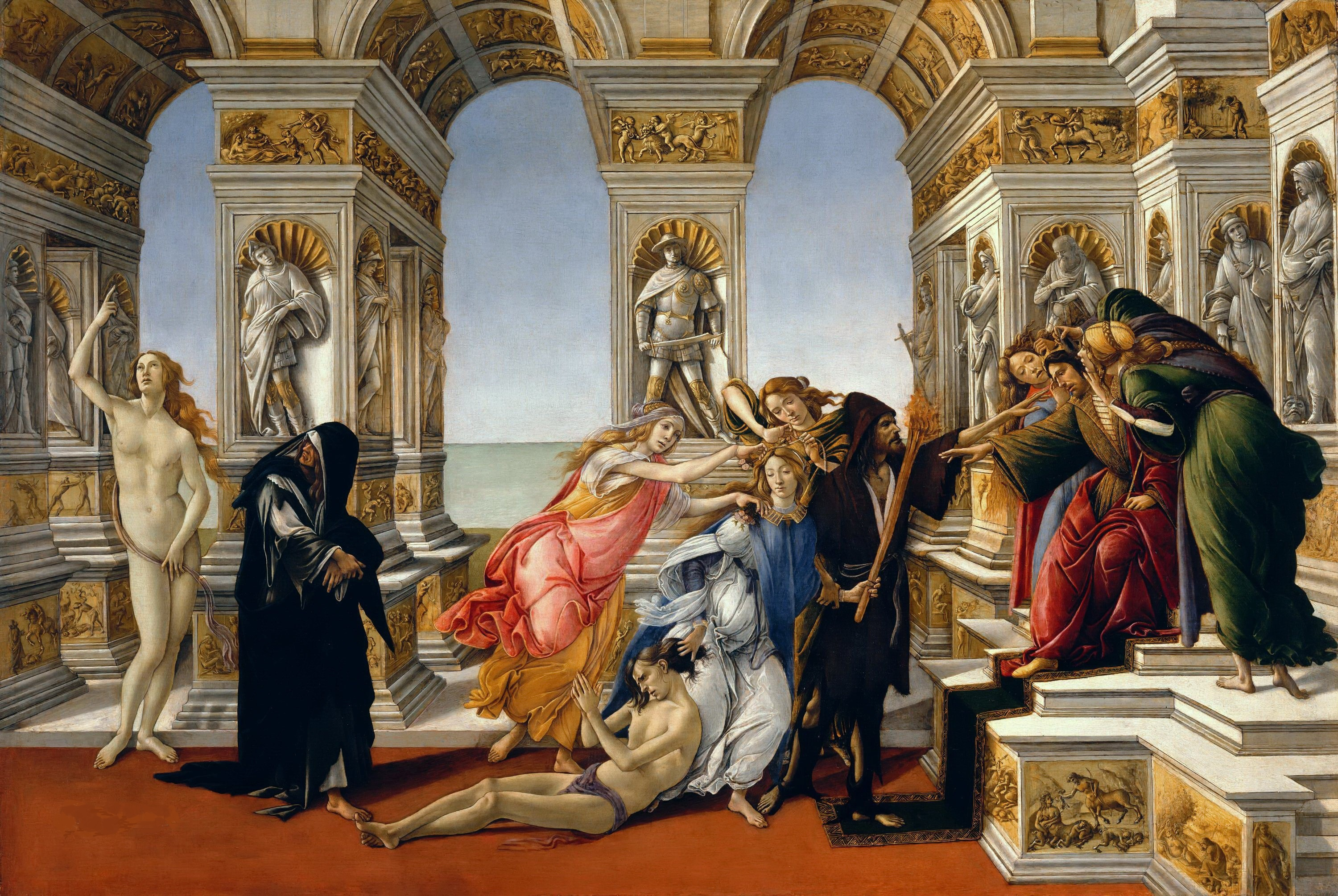
Sandro Botticelli, Calumnia, tempera op paneel, ca.1494-1495, Galeria degli Uffizi (Florence)

Calumnia (Italiaans La Calunnia) of De Laster van Apelles is een paneelschildering in tempera van de Italiaanse renaissanceschilder Sandro Botticelli (Alessandro di Mariano Filipepi). Botticelli (Florence, ca. 1445 – Florence, 17 mei 1510) werd niet alleen gezien als een van de grote meesters van Florence, zijn kunst werd zelfs vergeleken met die van de Griekse schilder Apelles, de grootste kunstenaar uit de klassieke oudheid. Apelles, de hofschilder van Alexander de Grote, zou dit werk hebben gemaakt als reactie op zijn rivaal Antiphilus die hem valselijk beschuldigde van deelname aan een samenzwering tegen Ptolemaeus.
Het schilderij dat vermoedelijk niet in opdracht was gemaakt en door potentiële opdrachtgevers waarschijnlijk als een bravourestuk zou worden opgevat, werd later door Botticelli aan zijn vriend, de Florentijnse bankier Antonio Segni geschonken. Calumnia bevindt zich in de collectie van Le Gallerie degli Uffizi in Florence.
Het thema van het schilderij is gebaseerd op een ekphrasis van Lucianus die in zijn 'Calumnia' een minutieuze beschrijving geeft van een verloren gegaan allegorisch schilderij van de Griekse schilder Apelles. Deze beschrijving van Lucianus is door Guarino da Verona uit het Grieks in het Latijn vertaald. Leon Battista Alberti heeft Lucianus' beschrijving geparafraseerd en enigszins aangepast in zowel de Latijnse als de Italiaanse versie (in het vocabula vernacula) van zijn verhandeling 'De pictura' (1435).

## Beschrijving
Botticelli heeft het woordelijke beeld van Lucianus omgezet in een allegorisch schilderij. Sommige kunsthistorici vermoeden dat hij zich direct op het Griekse origineel heeft gebaseerd, of, meer waarschijnlijk, op de Latijnse editio princeps uit 1494 van Luciano's teksten:

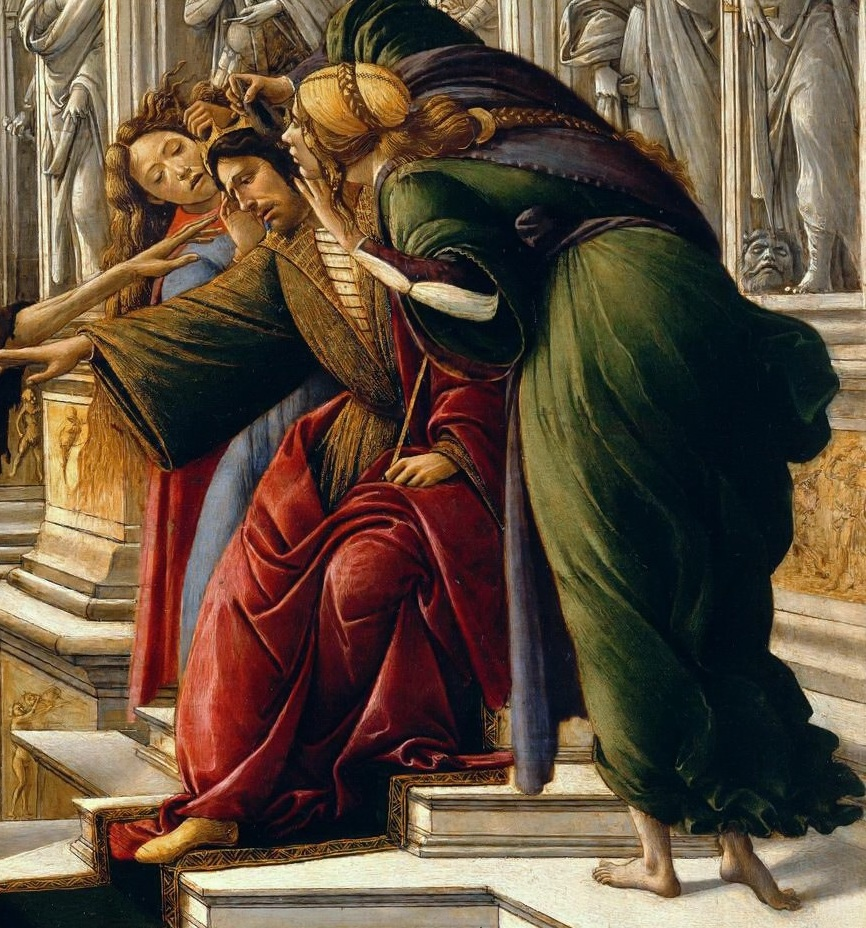
Sandro Botticelli, Calumnia (detail), tempera op paneel, ca. 1494-1495

"Aan de rechterkant zit een man met lange oren, bijna net zo lang als die van Midas, hij strekt zijn hand uit naar Calumnia, die op hem toeloopt om hem te ontmoeten. Dicht bij de man staan vrouwen, naar ik veronderstel de personificaties van Onwetendheid en Achterdocht. Calumnia maakt haar advances van de tegengestelde zijde; een buitengewoon mooie vrouw, maar verhit en opgewonden, vol van woede en waanzin. In haar linkerhand houdt ze een brandende toorts, en met haar rechterhand sleept ze aan zijn haren een jongen voort die klaarblijkelijk de goden aanroept om zijn getuige te zijn. Voor haar loopt een bleke, lelijke man, met priemende ogen, uitgeteerd, alsof hij langdurig ziek is geweest, het beeld van Afgunst. In het gevolg van Calumnia bevinden zich twee vrouwen die bezig zijn met haar aan te moedigen, te assisteren, en haar er op haar voordeligst uit te laten zien. Deze twee, zoals mijn gids me informeerde, waren List en Bedrog. Zij werden gevolgd door een andere, slecht uitziende vrouw, in het zwart gekleed; haar naam was Berouw. Toen Waarheid haar naderde, draaide ze beschaamd haar ogen weg, en huilde. Op dat moment haalde Apelles een herinnering op aan wat hem was overkomen."
Een andere mogelijke bron voor Calumnia van Botticelli was het geschreven commentaar op Dante's La Divina Commedia uit 1481 van de Florentijnse humanist Cristofore Landino. Botticelli had voor La Divina Commedia illustraties geleverd waarvan er twee bewaard zijn gebleven. De ekphrasis van Landino vertoont een hoger niveau van overeenstemming in de details met de Calumnia van Botticelli.

## Iconografie
Botticelli's levendige en geanimeerde scène is gelokaliseerd binnen een illusionistische architectuur, een heidense plaats, structureel gelegen tussen een oude basilica, de plaats waar recht wordt gesproken, en een triomfboog met zijn gebeeldhouwd decor. Het schilderij wordt van rechts naar links gelezen en is een allegorie. Afgebeeld worden personificaties van deugden en ondeugden: Sospitione (Argwaan), Ignorantia (Onwetendheid), Invidia (Afgunst), Calumnia (Laster), Adiptione (Bedrog), Insidia (List), Penitentia (Berouw) en Verita (Waarheid). Koning Midas, de rechter, is de personificatie van Avaritia (Hebzucht).
Het overheersend stijlkenmerk is de vloeiende lijn. De personificaties hebben een uitgesproken plasticiteit, een sterk gebruik van clair-obscur en een geaccentueerde expressiviteit van poses en karakters.
Het architecturale decor bevat geschilderde, witte marmeren nisbeelden, reliëfs van mythologische figuren en emblemata op de voetstukken, zuilen, vergulde friezen en panelen van tongewelven. De schilderingen zijn geïnspireerd op het Oude en Nieuwe Testament, mythologische bronnen en de Decamerone van Boccaccio. Het verhaal van Nastagio degli Onesti bedekt de vijf panelen aan de linkerkant boven de figuur van de Waarheid. In de nis aan de rechterkant wordt het Bijbelse thema van Judith met het hoofd van Holofernes uitgebeeld.
De meeste nisbeelden en reliëfs in de achtergrondarchitectuur zijn gebaseerd op het commentaar van Landino. Centraal in deze verhalen staat de personificatie van Superbia of slecht leiderschap. Door het gebruik van humanistische literaire bronnen in het verniculair, toonde Botticelli zijn kennis en vakmanschap in het uitbeelden van complexe humanistische concepten. Hij presenteerde zichzelf hiermee als de nieuwe Apelles.

## Geschiedenis
De geschiedenis van het werk blijft nogal duister en er zijn verschillende hypothesen over waarom Botticelli dit schilderij zou hebben geschilderd.
Botticelli, en een groot deel van zijn clientèle, behoorde tot de intieme kring van De' Medici, de machtigste familie in Florence. Hij was een van de bevoorrechte schilders die een opleiding had genoten en toegang had dot een sociale omgeving die hem relevante literatuur en de juiste interpretaties kon bieden. Calumnia zou een voorbeeld zijn van Botticelli's kennis van het humanisme.
In 1502, een aantal jaren na de waarschijnlijke datering van het schilderij, werd tegen Botticelli een anonieme aanklacht ingediend wegens sodomie. Er is vaak gesuggereerd dat Botticelli zichzelf of Girolamo Savonarola in gedachten had bij Innocentia; degene waarover kwaad werd gesproken. Dit wordt echter niet algemeen aanvaard door kunsthistorici. Het schilderij is geen afbeelding van laster die op een bepaalde tijd en plaats plaatsvindt, maar van het generieke karakter van een valse beschuldiging.
Giorgio Vasari schrijft in ‘Le Vite', kunstbiografieën uit 1550 en 1568, dat hij het schilderij zag in de collectie van de zoon van Antonio Segna Guidi (ca. 1460-1512), een Florentijnse bankier.

## Galerij

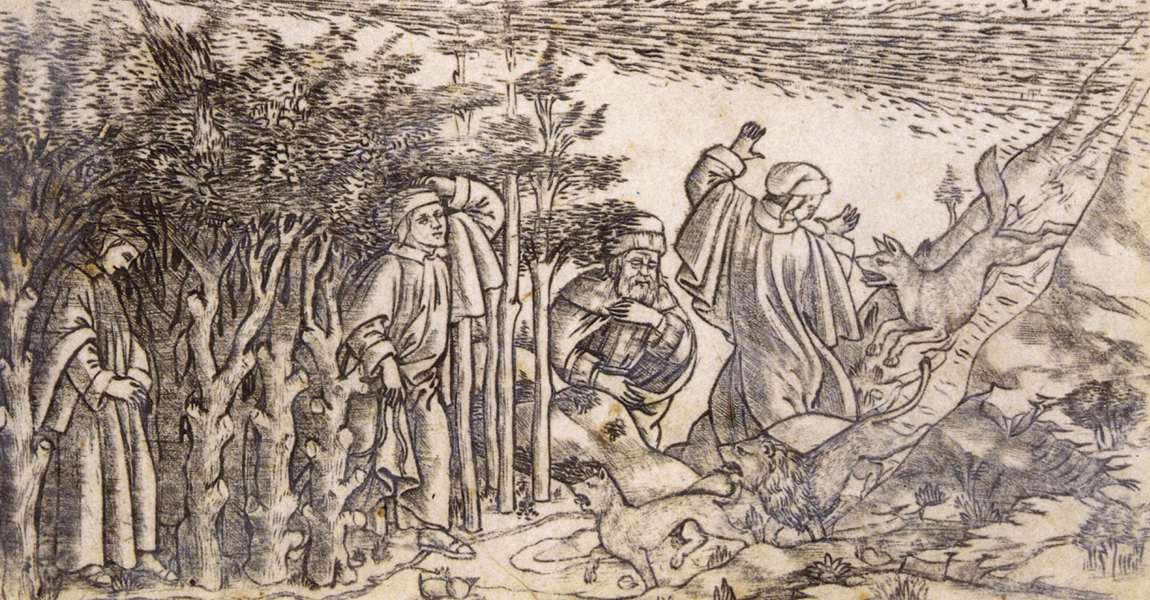
Baccio Baldini (werkplaats), Dante in het donkere woud, Inferno I, kopergravure naar een ontwerp van Botticelli, 1481
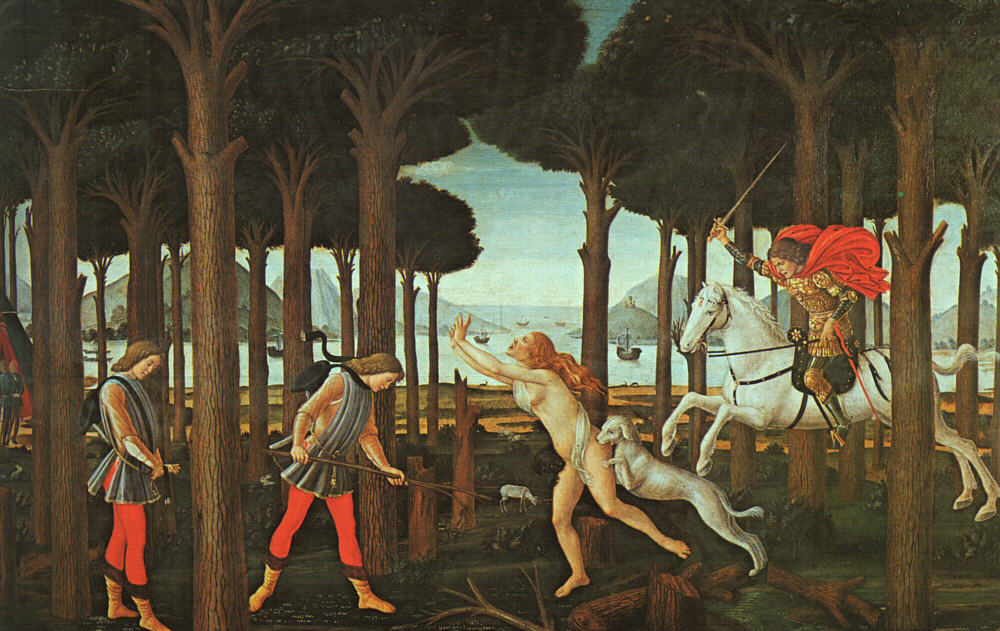
Sandro Botticelli, Nastagio degli onesti, tempera op paneel, ca. 1483, Museo del Prado
Girolamo Mocetto, The Calumny of Apelles, ca. 1500 tot 1506, Cleveland Museum of Art
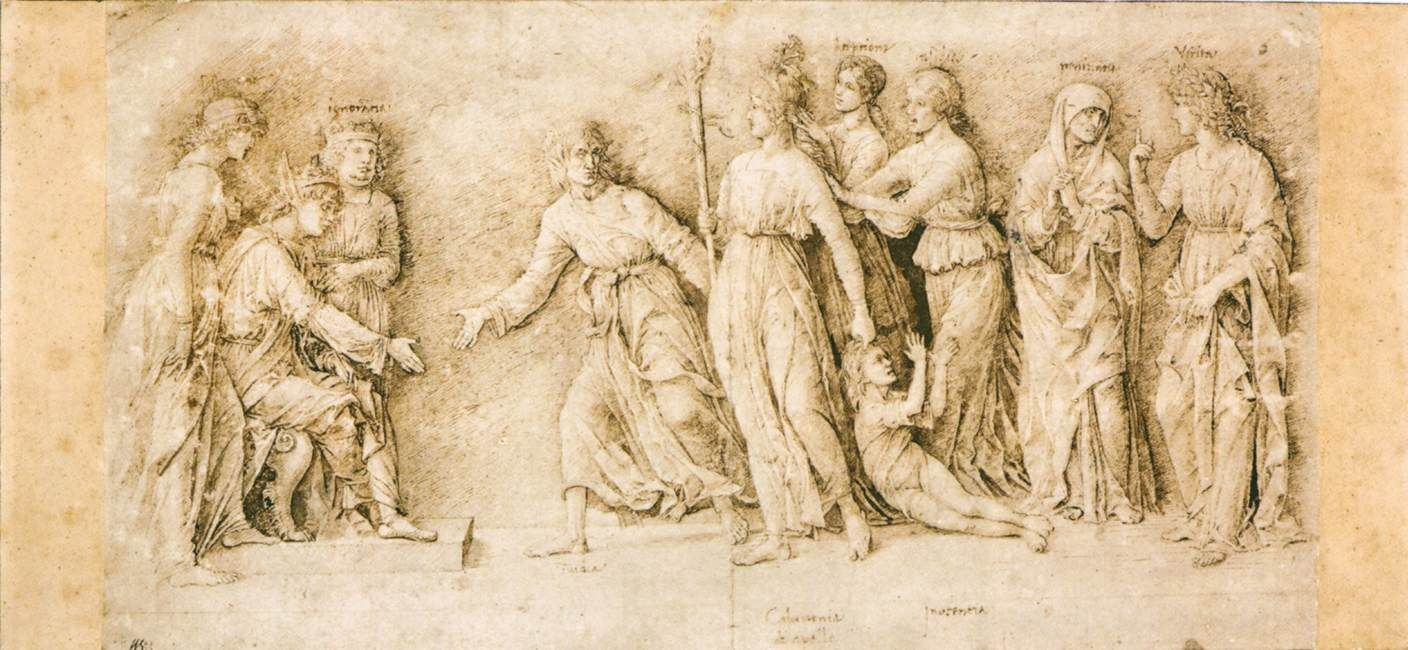
Andrea Mantegna, The Calumny of Apelles, 1504-1506, British Museum
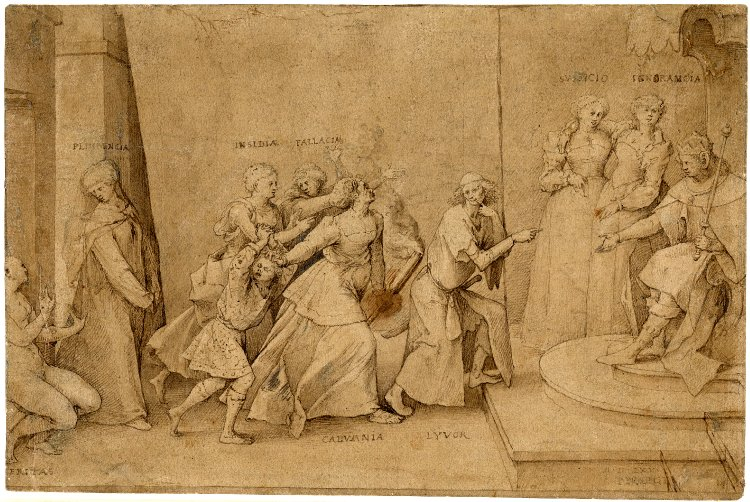
Pieter Breughel de Oude, Laster van Apelles, ca. 1565 - 1569, British Museum
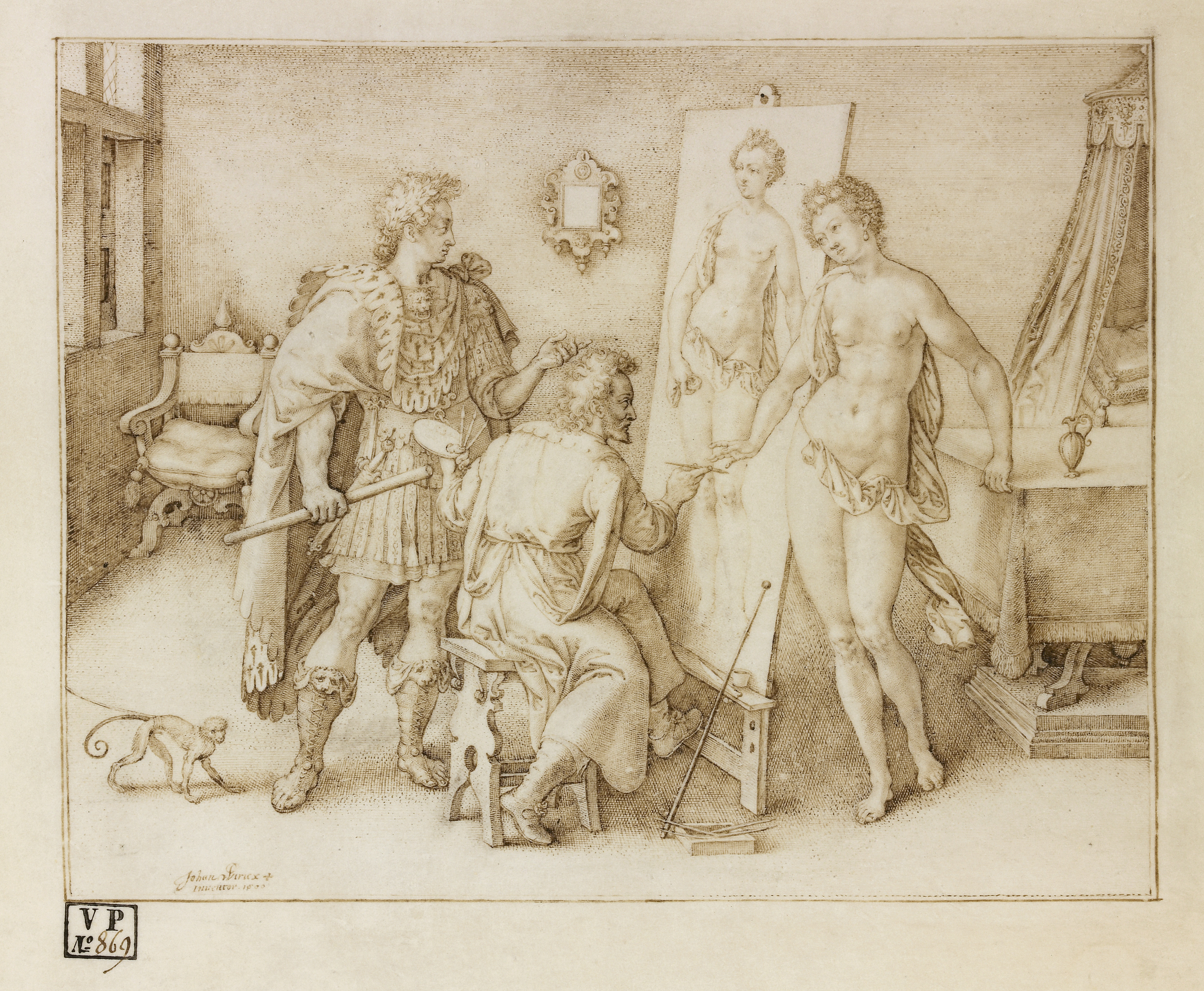
Jan Wierix, Het atelier van Apelles, ca.1600, Museum Mayer van den Bergh
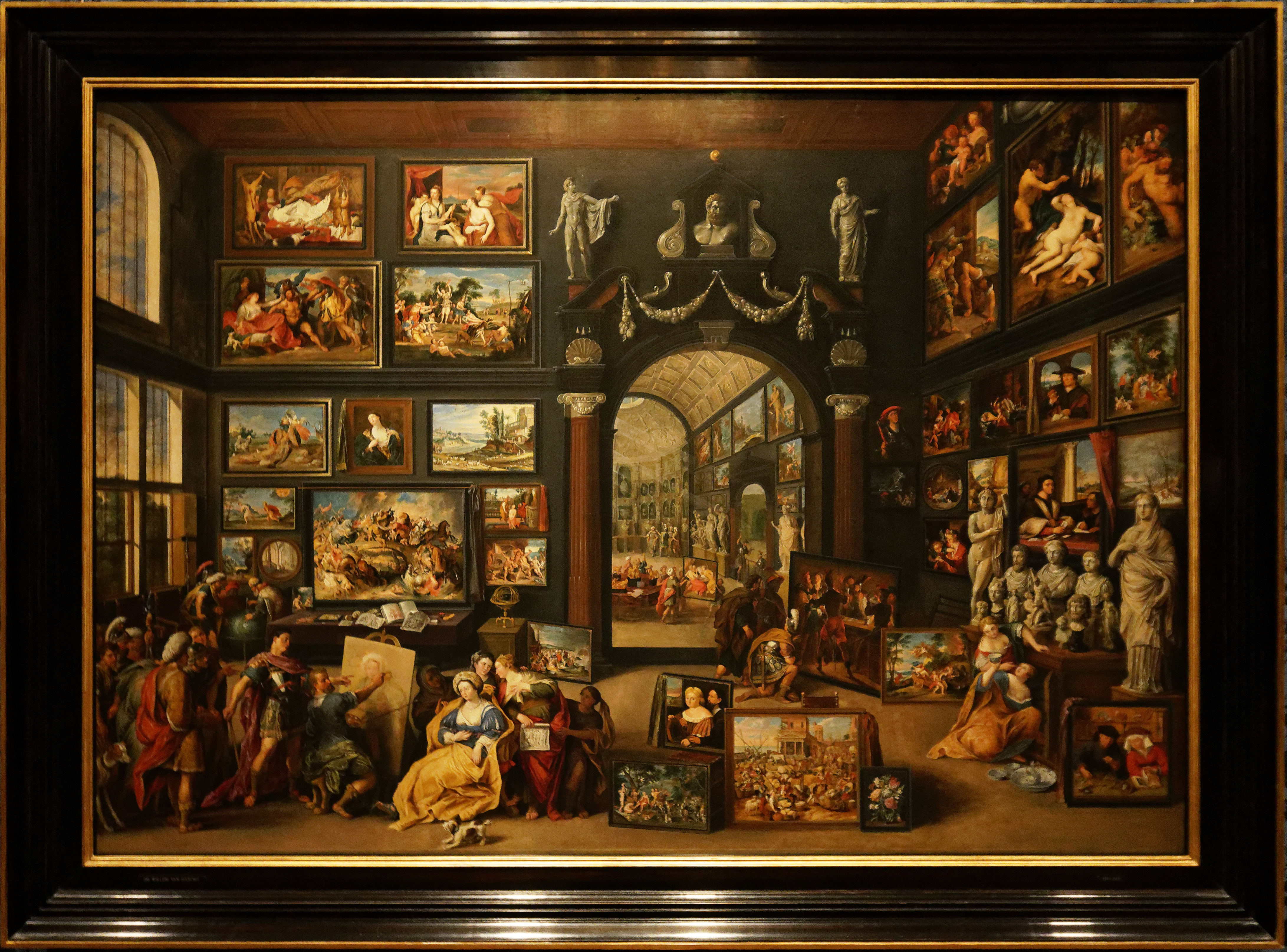
Willem van Haecht (1593-1637), Apelles schildert Campaspe, ca.1630, Mauritshuis (Den Haag)

Portret van een jonge vrouw (1480-85) · La Primavera (ca. 1482) · Pallas en de centaur (ca. 1482) · De Geboorte van Venus (ca. 1483) · Madonna van het Magnificat (ca. 1483) · Bewening van de dode Christus (ca. 1490) · De Laster van Apelles (ca. 1494-95) · De mystieke geboorte (ca. 1500-01)